# Arne Müntzing
Arne Müntzing (* 2. März 1903 in Göteborg; † 7. Januar 1984 in Lund) war ein schwedischer Genetiker.
Müntzing wurde 1930 an der Universität Lund promoviert (als Schüler des Pioniers der Genetik in Schweden Herman Nilsson-Ehle) und war dort 1938 bis 1968 als Nachfolger von Nilsson-Ehle Professor für Genetik. Sein Nachfolger auf dem Lehrstuhl in Lund wurde Åke Gustafsson.
Müntzing experimentierte in den 1930er Jahren mit Chrosomen-Vervielfachung bei Pflanzen (Polyploidie). Er war der Erste, der 1930 genetisch aus bereits existierenden Arten eine weitere bereits existierende Art „herstellte“. Er kreuzte die natürlich vorkommenden Galeopsis pubescens (Weichhaariger Hohlzahn) und Galeopsis speciosa (Bunter Hohlzahn), beide diploid, verdoppelte den Chromosomensatz und erhielt eine Pflanze, die dem tetraploiden Gemeinen Hohlzahn entsprach. Müntzing befasste sich vor allem mit Genetik von Hülsenfrüchten. Sein Lehrbuch der Genetik von 1953 war in Schweden ein Standardwerk.
1936 wurde er Mitglied der Leopoldina. 1938 wurde er Mitglied der Physiographischen Gesellschaft in Lund, 1945 der Königlich Schwedischen Akademie für Forst- und Landwirtschaft und 1949 der Königlich Schwedischen Akademie der Wissenschaften.
1959 erhielt er die Darwin-Plakette.

## Schriften
- The evolutionary significance of autopolyploidy, Hereditas 1936
- Ärftlighetsforskning, 1953 (Vererbungsforschung)
  - Deutsche Übersetzung: Vererbungslehre. Methoden und Resultate, Stuttgart: G. Fischer 1958 (übersetzt von Diter von Wettstein)